# へうげもの
『へうげもの』（ひょうげもの、ラテン文字表記はHyouge-mono）は、山田芳裕による日本の漫画作品、原案としたアニメ（2011年版）および原作としたWebアニメ（2018年版）。講談社刊『モーニング』にて、2005年38号から2017年53号まで隔号連載。第13回文化庁メディア芸術祭マンガ部門優秀賞、第14回手塚治虫文化賞マンガ大賞受賞作。2011年春にNHK BSプレミアムにてアニメ化された。

## 概要
戦国時代、織田信長、豊臣秀吉に仕えた戦国武将・古田織部を主人公として描いた歴史漫画作品。雑誌掲載時の欄外のあらすじでは毎回「これは『出世』と『物』、2つの【欲】の間で日々葛藤と悶絶を繰り返す戦国武将【古田織部】の物語である」と紹介されている。
この時代を舞台にした作品には合戦などの「武」を主題にしたものが多いが、本作は茶道や茶器、美術や建築など、戦国時代に花開いた「美」や「数奇」からスポットライトをあてて同時代を切り取った作品である。作者の山田芳裕は、この作品を描くにあたって最初は千利休から調べ始めたが、利休の宗教的・求道的ストイックな厳しさは自分には描ききれないと感じ、物欲の強さやエンターテインメント性に親近感が沸き、調べていくうちに面白くなっていった古田織部を主人公に据えたと述べている。数寄についてだけでなく、山田芳裕独特の豪快でコミカルな描写と緻密な時代考証によって、当時の天下の動勢や戦国武将たちの生き様も描かれている。そのため、本作は「世界初の本格的歴史長編ギャグマンガ」とも言われている。
タイトルにもなっている「へうげる（ひょうげる）」は「剽げる」とも書き、「ふざける」「おどける」の意。「へうげる」は「剽」の字音仮名遣いからきている。各話のサブタイトルは楽曲のタイトルを捩ったものであり、元ネタの一覧が単行本に収録されている。

## あらすじ
以下、「服」は一般的なコミックでいう巻数のこと。

### 第1服 - 第4服
織田信長に仕える古田左介は、武人としての栄達を夢見つつ文化・芸術を愛でる数寄者の顔を持ち、どちらの道を選ぶべきか葛藤していた。左介は信長に反逆し、武人として滅ぶ道を選んだ松永久秀、武人として得た全てを棄て数寄の道を選んだ荒木村重という対照的な二人の生き様を目の当たりにして、自分の選ぶべき道に想いを巡らせる。同じころ、左介の茶の湯の師・千利休は南蛮や唐・高麗の名物を「華の美」として愛でる信長に対し、一切の無駄を排した黒色による「わびの美」に至高の価値を見出し、その価値を広めるため羽柴秀吉と手を組み信長の排除を企む。
利休と秀吉は明智光秀を謀反に追い込み本能寺の変を引き起こすが、光秀の手抜かりを危惧した秀吉は自ら本能寺に忍び込み信長を殺害する。左介は信長の弟・長益と本能寺で遭遇して彼と共に逃げ延び、光秀討伐の兵を挙げた秀吉の軍勢に合流して山崎の戦いに加わる。戦いは秀吉の勝利に終わるが、その最中に信長の従者・弥助から、信長を殺したのは秀吉だと聞かされる。敗走した光秀は延暦寺の高僧の手助けで比叡山に向かうが、途中で高僧に異を唱える僧兵たちに襲われ重傷を負い、駆け付けた徳川家康に看取られて息を引き取り、家康は光秀の理想を受け継ぎ天下を目指すようになる。左介は秀吉に仕え、織部正の官位を授かり「古田織部」と名乗るようになり、自身の作品「織部十作」を作り始める。一方、秀吉の天下で「わびの美」を実現した利休だったが、秀吉は天下人という「箔」を求め、信長の「華の美」を再現し始め、次第に溝が生じるようになる。

### 第5服 - 第9服
織部は天下一の数寄者になることを目指し、利休の兄弟子・丿貫と交流を重ね、また家康との繋がりも作るようになる。秀吉は北野大茶湯を開催し、織部は天下一の数寄者になるため気張るが、やり過ぎて利休から「未熟者」と一喝されてしまう。織部は数寄仲間の上田左太郎を連れて新しい数寄を求め、一方の利休は丿貫から「わびの美」に固執して業に呑まれていると指摘される。互いの至らぬ点に気付いた二人は和解し、織部は新たに作り出した「瀬戸物」が天下を席巻することを夢見つつ、秀吉に従い小田原征伐に出陣する。小田原には利休も同行するが、彼はそこで数寄を我が物とする武人に反発して出奔した弟子・山上宗二と再会する。北条家の家中と接して武人への偏見を払拭した宗二は豊臣家への復帰を願い出るが、『山上宗二記』で秀吉を批判していたことが発覚し、石田三成によって処刑される。
宗二を殺された利休は秀吉への反逆を決意し、織部に信長殺しを告白して武人の弟子たちと距離を取り始める。利休は全国の大名を豊臣政権転覆の企みに誘い込むが、誘いを受けた家康は光秀を死に追いやった男が利休だと知り誘いを拒否する。家康から光秀の最期を聞いた利休は、わび数寄の心を理解していた光秀を死なせたことを後悔し、またわび数寄に代わる新たな数寄が持て囃される時勢を見て企みを諦め、死ぬことを選択する。一方、利休処刑を躊躇う秀吉に決断を迫るため三成は利休の罪状を調べ上げる。そんな中、利休の娘・お吟が秀吉の暗殺を謀り、同時に家康が放った刺客も秀吉を襲う。命を狙われた秀吉は利休に切腹を命じ、全国の大名を鎮めるため、利休の高弟である織部に介錯役を命じ、織部は利休を介錯する。
利休の死後、筆頭茶頭となり天下一の数寄者となった織部は上田や伊達政宗を弟子に迎えるが、長年利休の兄弟弟子として交流を深めた細川忠興や蒲生氏郷と絶縁状態になってしまう。利休の最期の場で自分の本質が「一笑の美」であることに気付かされた織部は、自分好みの数寄を天下に示すため歪んだ茶器を作り始める。

### 第10服 - 第15服
織部は理想の茶器を作るため、作陶技術と良質な土を求めて朝鮮に渡る。織部は数寄仲間の本阿弥光悦や村重の息子・岩佐又兵衛と共に作陶技術を手に入れるが、義勇兵に見付かり急遽日ノ本に帰国する。帰国後、織部は豊臣秀次切腹事件をきっかけに忠興と和解して器作りに精を出すようになるが、秀吉の死が近付き天下は乱れ始める。織部は織田有楽斎や家康たちを集めて最後の宴「瓜畑遊び」を開き、憔悴し切った秀吉に笑みを取り戻させる。秀吉は織部に自分の「楽」の志を継ぐように言い残して息を引き取る。
秀吉の死後、織部は「古田織部助重然」として隠居する。家康は天下を手に入れるため動き出し、三成は家康に対抗するため大名たちを取り込もうとする。織部は両陣営からの誘いをかわしつつ数寄の道を進むが、家康が上杉景勝討伐の兵を挙げ、織部は徳川陣営に加わり弟子たちの調略を始める。家康の留守を狙い三成は徳川討伐の兵を挙げ、両軍は関ヶ原の戦いで決戦に挑む。戦いは家康の勝利に終わるが、又兵衛たちは数寄を拒絶する家康が天下を取ったことで数寄者が生き難い世になることを危惧する。一方、敗れた三成はそれまで理解できなかった数寄の心に目覚めるが、利休処刑を始め数寄を敵視してきた報いを受けて処刑される。織部は数寄に理解を見せた三成を見殺しにしたことに動揺する。

### 第16服 - 第20服
織部は帝の茶の湯指導を果たし、天下一の数寄者としての名声を手に入れる。家康は江戸幕府を開き天下を取るが、徳川から天下を取り戻そうとする茶々や大野治長たち豊臣家との対立が続いていた。織部は数寄の世を存続させるため、有楽斎や忠興たち数寄大名たちと共に家康と茶々を結ばせ「豊徳合体」による天下の泰平を目指す。しかし、家康が高台院に想いを寄せていることを知った織部は、策を巡らせて二人の仲を疎遠にさせる。織部は家康と茶々を引き合わせるが、政宗と手を組み天下を取ろうと企む大久保長安の介入で失敗する。さらに息子・重嗣や有楽斎の息子・頼長が豊臣方について策を巡らすなど「豊徳合体」は思うようには進まなかった。
家康は息子・秀忠の茶の湯指南役に織部を選ぶが、秀忠は織部の教えを突っぱねようとする。しかし、妻・お江との仲が冷え込んだことで織部に助力を求めたことをきっかけに、秀忠は織部を慕うようになる。一方、織部や加藤清正の説得を受けた家康は豊臣秀頼と会見するが、長安の報告で福島正則たちが兵を控えていたことが発覚し、激怒した家康は清正を謀殺する。長安は病に倒れて企みの成就を焦り大坂に向かうが、性急さを危惧した政宗が派遣した支倉常長に謀殺され、不正蓄財が発覚したことで一族は処刑される。長安の背後にキリスト教勢力がいることを知った家康はキリシタン追放令を出し、織部の義弟・高山右近が国外追放される。家康は、豊臣家が治長と片桐且元の相違を知り、豊臣家の討伐を決意する。

### 第21服 - 第25服
家康は方広寺の梵鐘の銘文「国家安康」「君臣豊楽」の文言をきっかけに豊臣家を追い詰め、織部は家康の強引なやり方を見て失望する。織部は片桐と共に和解に向けて尽力するが、秀頼が戦いを決意したことで徒労に終わる。開戦を前に家康を茶の湯に招いた織部は最後の説得を試みるが、家康が豊臣家との共存を拒否したため家康と決別し、家康も織部の排除を決意する。家康は柳生宗矩に命じて織部を謀殺しようとするが、織部の数寄の前に失敗し、戦いも真田信繁たちの活躍で膠着状態となり和睦する。しかし、家康は大坂城の堀を全て埋めてしまい、豊臣勢の戦力を奪い取る。家康のやり方に不満を抱いた重嗣は徳川への造反を決意する。
織部は禁中や島津義弘たち西国大名と連絡を取り秀頼の身を守ろうとするが、重嗣が謀反を企んでいることが発覚する。同じころ、豊臣討伐のため出陣した家康は光秀の最期を看取った知恩院を訪れ、そこで光秀が織部の数寄を認めていたことを知り、織部を謀反人として処刑するように命じる。織部は豊臣家と息子を守るため重嗣を屋敷から脱出させ、秀頼の末子を連れて福島正則の屋敷に匿わせる。織部の捕縛を知った秀忠や上田宗箇たちは豊臣勢との戦いの手柄を以て織部の助命を願い出ようとする。徳川勢との戦いの末に信繁たちは討死して大坂城も落城し、治長は秀頼と国松を脱出させ、茶々や大蔵卿局たちと共に自害する。
家康は秀頼と息子の行方を探すが、秀頼と国松は九州に落ち延び、末子は重嗣に連れられ福島屋敷に到着した後、増上寺の僧籍に入る。織部に連座して光悦や加藤景延、有来新兵衛たち数寄者も責めを受けるが、彼らは俵屋宗達や又兵衛たちと同様に新しい数寄の美を模索し始める。一方、秀忠は織部を助けるために兵を引き連れて家康と対峙して織部の切腹を撤回させようと迫り、家康は心労で倒れてしまう。しかし、秀忠が数寄に目覚めたことを知った織部は切腹を受け入れ、秀忠に書状を送り最期に向けた準備を始める。織部の意志を知った秀忠は助命を諦め、織部の作った茶の湯の作法を幕府の中に残すことを選択する。同じころ、高台院が療養中の家康の元を訪れ織部の助命を嘆願する。その際、織部が「豊徳合体」のために自分と高台院を引き離したことを知り、織部への憎悪を抱き、介錯役として織部の前に現れる。家康は織部の妻子も処刑することを告げ、織部は家康と殴り合いを始める。しかし、本来の介錯役だった弟子・小堀遠州に一喝された織部は改めて切腹に臨み、数寄を否定する家康を最期に笑わせることに成功する。
織部の切腹から数十年を経て、家康や有楽斎、忠興、遠州たち織部と同じ時代を生きた武人や数寄者も次々と世を去っていく。生き残った宗箇は織部が武人らしい最期を遂げたことが信じられず、同じように織部の生存を疑う又兵衛と共に織部の痕跡を探す旅に出かける。二人は堺、薩摩国、琉球王国を旅するが、織部と思われる老人はすでに南方に旅立ったことを知る。又兵衛は織部の生存を諦めるが、宗箇は老人が住んでいた家屋を訪れる。そこで「へうげもの」の確かな証を見付けた宗箇は、満足してその場を立ち去る。

## 登場人物
声はテレビアニメ版(2011年版) / ムービーコミック版(2018年)
古田織部（古田左介→古田織部）
声 - 大倉孝二 / 保村真
本作の主人公。あだ名は「古左」「古織」。
茶の湯と物欲に魂を奪われた戦国武将。その一方で出世や武人としての本分も全うしようと考え、「武」をとるか「数寄」をとるか、物欲との間で葛藤する。市井に埋もれた一品を“お救いする”と称して頻繁に盗む、他人の弱みにつけ込んで借金を申し込むなど、その図々しいまでの発想・行動には底が見えない。特に気に入った品を目の前にすると、「金時殿が目を覚ます」という珍妙な癖がある。また名物を評する時には「ズドギュッ」・「ガニッ」・「はにゃあ」・「ホヒョン」などと独特なオノマトペで表現し、なんともいえぬ微妙な表情で喜びを露にすることもある。戦働きは不得意だが数寄の方面と共に交渉術を成長させ、重要な外交を取りまとめることもある。
己の生き方をどう定めるか悩む中で、主君である天才・信長から壮大な世界観を、師となった茶聖・千利休から深遠な精神性を学ぶ。当初は信長の影響から「華の美」に魅せられていたが、信長没後は自然物や素朴な縄文土器、利休の影響により「わびの美」を好み始める。信長の死後は数寄の天下を獲ることを目標とし、紆余曲折の末に利休に次ぐ茶人と天下に知られるようになった。「己の欲しいものは己で作るしかない」として、信長がかつてしていたように美濃の陶工たちの後援もする。小田原征伐以降は「己が何者であるか」を模索していく。
利休死後は豊臣家の筆頭茶頭となり、秀吉に新しい価値を創ることを命じられる。「一見のみで腹よじれる器」の作製を目指し朝鮮に密航、歪んだ器の作製を成功させる。秀吉の死後は古田織部助重然と称して隠居。秀吉の「楽」の志を受け継ぎ、緑釉の器の作成、豊徳合体に勤しむ。
好きな色：グリーン、パーシモン。

### 利休一門
千利休（千宗易→千利休）
声 - 田中信夫 / 目黒光祐
高名な茶人であり、稀代の大数寄者。織部の師匠。感情を表に出さない大柄な男で、その泰然とした様子は歴戦の武人にも畏怖の念を抱かせる。従来の茶の湯の作法に精通し、茶器としては唐物や高麗物の価値を認めるものの、自身が考える「侘び」の数寄こそを本物とし、特に「黒」を好む。もはや執念と呼べるほど、自身の数寄が世の価値観の基準となり、茶器も舶来物を超克することに人生を懸ける。
自身の数寄を世に広めるため秀吉と結託して、明智光秀を利用した信長暗殺を企て、これに成功する。豊臣政権の樹立後は筆頭茶頭として更なる権威を持つものの、さらに豊臣政権を磐石とするため帝の暗殺を企てるなど秀吉にも怖れられる。また華美を好む秀吉との趣向のずれが目立ち、不本意な仕事をさせられるなど、次第に反抗心を高めていく。しかし、兄弟子・丿貫の諫言や見事な去り際などを通して、絶対として疑わなかった自身の数寄を見直し、また高弟・宗二との再会によって、自身が追求してきた数奇とは異なる新たな見地を見出し穏やかな心を得る。ところが、その直後に「新しい数寄の芽」とした宗二が斬首され、その憎悪と絶望をきっかけに再び「業」とも呼べる自身が理想とする数奇への執念を持ち始める。そして信長の時と同様に豊臣政権の打倒を企み、その最後の仕上げとして家康に計画を打ち明けた際、家康から蛇足として下の句を省いた明智の辞世の句を聞かされる。そこで他ならぬ自分こそが「新しい数寄の芽」を摘んでいた事実を知り、激しく悔やむ。その後、政宗および京の商人たちへの茶道の指南中に耳にした談笑からわび数寄と己の限界を悟り、最期はわざと秀吉の意向に反して自分を突き通し、介錯を務めた織部に志を託し切腹して果てる。
好きな色：ブラック。
細川忠興
声 - 川島得愛
名門細川家の当主。血の気が多く直情径行な行動が多い一方で、抜けている面も多々見られる。光秀の娘、玉子を妻としている。千利休の弟子としてわび数寄を学ぶが、解釈がストレートすぎて相手が途惑うこともしばしば。父・幽斎と衝突することが多く、喧嘩では互いに凄まじい格闘術を駆使する。本作では父親に似ず愛嬌のある顔立ちであり、性格のスキの多さもあって、左介に弄ばれることもある。利休切腹より織部とは不仲になってしまうが、歪んだ器により和解した。酒癖が非常に悪く、酔った勢いで「（三成を）ブッ殺す」と発言し、七将襲撃事件の引き鉄となった。関ヶ原の戦いでは利休の仇であり、かつ妻の玉子を死に追いやった三成への復讐のため奮戦する。大坂の陣では義弟の木下延俊と共に秀頼の嫡男・国松を匿う。
好きな色：ネイビー。
高山右近
声 - 三木眞一郎
摂津のキリシタン大名。同じ利休の弟子である織部の妹を娶っており、義弟にあたるため関係は親しい。南蛮文化に造詣が深く、織部の企みにおいて南蛮知識をもって協力することが多い。特に本作では、左介が「織部」の官職を選んだきっかけは、右近が見せた襦袢の色「オリーベ」が由来としている。秀吉が切支丹伴天連（キリスト教）を禁じると、宗教的抵抗より南蛮趣味の数寄者としての意地の大きさから、棄教せず大名の地位を捨てて出奔する。後に前田利家の客将となり、織部や小西行長に協力していた。その後、呂宋への国外追放が決まり、織部との最後の茶会で棄教寸前にまで心が傾いたが、日本や数寄への未練を押し殺して呂宋に向かう。
好きな色：アクア・ブルー
蒲生氏郷（蒲生賦秀→蒲生氏郷）
声 - 酒巻光宏
近江出身の武将。千利休の弟子で織部の数寄仲間の一人。信長の娘婿で、かつ信長への敬愛を自負しており、本能寺の変では信長の甲冑を保護したり、北野大茶湯では信長拝領の茶器で茶席を開き義父を偲んでいた。そのため、同じく信長に憧れる伊達政宗とは犬猿の仲であり、陸奥へ転封後はたびたび衝突したが、病が重くなると、南蛮調の家具を置いた利休好みの茶室に自ら洋装して政宗を招き、その生き方を認め信長の遺志を託す。
好きな色：クロームシルバー
山上宗二
声 - 大林隆介
利休の高弟。利休と同じく堺の町衆である。良く言えばひたむき、悪く言えば理想主義・排他的なため、言動が人の反感を買いやすい。権力や権威におもねって己の価値観を曲げることを良しとしない性分。自分たち商人の数寄こそ至上と自負し、実家が武士の掠奪で零落したため、武士が茶の湯を取り仕切る（そして、自分たちも協力せざるを得ない）現状に不満を覚えている。後に利休とも決別し、世間とのしがらみを振り捨てて高野山に出奔する。流浪の末に相模の北条家に招かれるが、彼らの一心にわび数寄を求める姿勢に感銘、武人に対する偏見を払拭する。
利休の口添えもあり、小田原征伐後に秀吉と面会するが、三成に名物の評価書（『山上宗二記』）で秀吉を貶めている記述を咎められ、さらには秀吉にへりくだることもできず、耳と鼻を削がれ斬首となる。斬首された首は、三成直々によって利休へ届けられた。
好きな色：グレー。
織田有楽斎（織田長益→織田有楽斎）
声 - 磯部勉
信長の弟。優れた茶人で織田家の人間らしく華を好む。一見貴公子然としていながら要領がよく、過酷な戦国時代を巧みな処世術で生き延びてゆく。衣装の数が多くアクセサリー類を好み、ターバンを巻いたり、チェック柄のロングシャツを着たりと大変なお洒落。そのうえ好色。
物事に束縛されるのが嫌いな性格で、わび数寄・南蛮趣味のみならず織田家や武門にもこだわらず、ついには権勢を振りかざす姪の茶々に反抗、武士をやめて出家してしまう。その際に「無楽斎」を名乗ろうとするが、秀吉に「聚楽斎」の名を押し付けられそうになり、妥協案として「有楽斎」を名乗るようになる。
織部とは悪友のような間柄で行動を共にし、織部の朝鮮密航の間は筆頭茶頭の代理を務めた。出家・剃髪後も派手好きは変わらず、ピアスやファーの付いたローブなどを身につけている。
関ヶ原後も豊臣家に出仕していたが、傾奇者となった嫡男・頼長に手を焼いていた。夏の陣を前に頼長を説得して大坂城を退去するが、自身が織田家という看板しか家康に評価されていないことに愕然とする。
好きな色：ビリジアン・グリーン
伊達政宗
声 - 中井和哉
奥羽の大名。腹心の片倉景綱とともに天下取りを狙う。よく歌舞伎役者のような見得を切り、独特の口調で喋る。小田原参陣に先立って虎哉和尚からもらった「D」の刺繍の入った眼帯を使用。田舎出身であるため、上方で見くびられない様に常に意識しており、小田原参陣の際に知り合った織部らから度々アイディアを授かっている。
利休死後は織部に弟子入りするが、独自の伊達ぶりをみせんとし、尊敬する信長の娘婿の蒲生氏郷や長年の宿敵・佐竹義宣をライバル視し殴り合いを展開する。関ヶ原の戦いの後は家康の仲介で佐竹・上杉と和解する一方、大久保長安と組んで天下獲りの野望を再燃させるが果たせず、重臣で縁戚でもある伊達成実の説得により断念した。
好きな色：スカーレット
お吟
声 - 山口理恵
本作では松永久秀の娘として生まれ、利休の養女として育てられる。夫と死別し、利休の元に戻っていた。秀吉も目を奪われた美貌の持ち主。秀吉と対立を深める利休と共謀し秀吉暗殺を謀るも、茶々によって阻止される。その後は自害して果てた。

### 織部の関係者

#### 古田・中川家
おせん
声 - 豊口めぐみ
織部の妻であり中川清秀の妹。良妻賢母の鑑のような女性で、内助の功で織部を支える。武よりも数寄に目が行ってしまう夫に、いつも「それでいい」と言って優しく微笑んでくれる。よく出来た嫁であると万人に認められており、織部自身も強く信頼し、熱い愛情を注いでいる。織部から柳英子との回春をバカ正直に告白された時はさすがに哀しみ一時別居したが、慶長伏見地震の後に和解した。織部の死後、おえい（柳英子）らに見守られて大往生を遂げた。
古田重定
声 - 仲木隆司
織部の実父。茶人よりも武人らしい性格で、織部には「頭が古い」と陰口を叩かれている。秀吉の死に際して殉死する。
古田重嗣
声 - 坂東孝一
織部の嫡男。秀吉死後に家督を譲られる。その際、数寄三昧の隠居暮らしをしようとする父を羨んでおり、織部の息子らしさをのぞかせた。徳川の下で茶匠として仕える父に対し、少なからず反発心を抱いている。
父の命で、織田左門（長頼）を説得し、以降から親交するようなった。同時に髭をたくわえているために、父から「髭嗣」と揶揄されている。
好きな色：ディープパープル。
鈴木左馬介
古田家臣。元々は織田左門率いる皮袴組の仲間だったが、織部のとりなしで重嗣の家臣となる。古巣の皮袴組との争いの際、重嗣をかばい右腕に重傷を負うが、そのことで重嗣の信頼を得て、織部の三女と婚姻する。
大坂夏の陣を前に大坂方に参加する傾奇者を集めるが、その中に荊組の頭（かつて重嗣が左門に加勢した際に殺害）の弟がおり、仇として騙し討ちされてしまった。
藤柴耕吉郎
声 - 坪井智浩
古田家臣。名前はアニメオリジナル。合戦時の人足確保や織部の護衛、金策の助言など様々な面で織部を補佐している。
中川清秀
声 - 家中宏
織部の妻おせんの兄。生真面目な武人であり戦傷が絶えない。義弟を信頼しつつも、数奇に傾倒することには不安を抱いている。自身は数寄はまったく判らぬと宣言しており、必要な場合は織部を頼っているようである。作中では描かれていないが、賤ヶ岳の戦いの前哨戦において戦死。
好きな色：アイボリー。

#### 弟子・その他
加藤景延
声 - 田中完
美濃の陶匠。窯大将を務める。織部とは古くから親交があり、美濃の窯元を集めた「織部十作」の指揮を任される。古田織部の朝鮮密航にも同行した。
好きな色：ブリリアントレッド。
上田宗箇（上田左太郎→上田宗箇）
声 - 金山一彦
丹羽家の家臣。後に関ヶ原の戦いを経て浪人となるも浅野家の家老となる。織部の直弟子の1人、あるいは一番弟子。
節約を心がけ、槍の腕前を誇りとする無骨な武人。山崎の戦いの折に織部による「信幟」のデザイン（ハートマークの中に「信」の字）に衝撃を受け、彼に興味を持つ。後に織部に弟子入りを志願するも、織部の勧めで利休の弟子となり、利休の死後に正式に織部の弟子となる。正式な弟子入り前から、織部とつるむことが多く、彼の悪巧みに協力させられることも多い。
織部の趣向を目指しているものの、持ち前の武人らしさが邪魔をして数寄に創意が足りないと評される。しかし、切羽詰った庭造りを通して徐々に認められ、甲の要素を強くした武士の茶道の構築に貢献する。
豊臣政権下で直臣となり越前の大名に取り立てられ、北政所（おね）の従姉妹・おとくを妻にしたが、関ヶ原の戦いに際して、大谷吉継の調略によってやむを得ず西軍に付き、戦後改易される。その後、蜂須賀家政の客将を経て、浅野幸長の家老となる。幸長の弟・長晟とは反りが合わず、大坂方に付こうと奈良で隠遁していたが、織部のとりなしで翻意する。
一貫して眉の釣り上がったいかつい表情で描写されており、眉が下がる回数は少ない。
好きな色：チョコレートブラウン。
小堀遠州（小堀作介→小堀遠州）
声 - 勝杏里
豊臣秀長の小姓。表向きは普通にしゃべるが、仲の良い宗和との会話ではおかまのような口調になる。元服前から独自の美意識をもっており、明智光秀によって白く塗られた安土城を原点とする。石垣山城の築城に提案したアイデアが織部に褒められたことを喜び、元服し弟子入りしてからも織部を盲信し教えを実践している。妻は藤堂高虎の養女・おかね。
徳川家康が居住する大坂城西の丸天守建立を任されるが、本丸天守より目立つ華麗な白塗りするという政治的配慮に欠けた仕立てにしたため、家康の怒りを買う。その失態を償うため家康の小姓に志願し関ヶ原の戦いに参加し、島津の退き口の中で島津軍に連れ去られるものの、その後、逞しくなって帰還する。舅の藤堂高虎が家康に接近したことから、織部との板挟みに苦悩するが、孤篷庵に己の数寄を結実させる。
好きな色：スノーホワイト。
本阿弥光悦
声 - 四宮豪
刀砥ぎ職人。小田原の役に登場して織部の刀の手入れについて駄目だししていた。彼もまた数奇者で、織部の新作を心待ちにしている。織部の元に出入りするうち織部の悪巧みに翻弄されることもしばしば。朝鮮密航への同行を機に、作陶にも関わるようになる。
好きな色：セピア。
岩佐又兵衛
血気盛んで我の強い若き絵師。荒木村重の子。有岡城の戦いで一族郎党が信長の命で殺害されるが、乳母に助け出され奇跡的に生き残る。関西弁を喋る。
家より名物を選んだ父を理解できず武家の者を嫌うが、長谷川等伯の紹介で父と同じ数寄ムジナである織部に出会い、その下で薫陶を受ける。朝鮮密航にも同行し、現地の印判技術から版画への影響を受ける。
関ヶ原の戦いを忠実に描いた絵を徳川方に破棄されてしまうが反骨精神を失わず、したたかな絵師に成長する。その後、それまで見下していた宗達が新技法を確立したことに衝撃を受け、妻子を置いて自分の描く題材を求めて大坂方に従軍する。夏の陣で徳川方に斬られそうになったところ、（父のように）誇りよりも命を優先し、松平忠直に助けられる。戦後、拘束先で黒田一成から大坂の陣を描いた屏風の制作依頼を受ける。
好きな色：ブラッドオレンジ。
有来新兵衛（浦井新兵衛→有来新兵衛）
声 - 鈴木琢磨
織部プロデュースの店「瀬戸屋」を任されている商人。織部から五芒星型の看板を託され困惑する。瀬戸屋は慶長伏見地震で倒壊するが、徳川家康から資金の援助を受けて再建。以後、家康に接近してゆき、家康より「有来」の姓を賜る。
柳英子（ユウ・ヨンジャ）
朝鮮慶尚道法基里（ポッキリ、現在の梁山市）の村はずれに住む女陶工。身の丈六尺を超す大女。両班の子だったが捨てられ、法基里の老陶工に拾われる。そのせいか、両班向けの景徳鎮よりも朝鮮独特の雑器を好む。朝鮮窯術を学びに密入国し、法基里にやって来た織部の誘いで日本に渡り、名前を「おえい」と改め作陶に励む。織部の落胤・希介を産むが、関ヶ原の戦乱における疎開先・乃木村で医師夫婦の養子に出した。
佐竹義宣
常陸の大名。織部の朝鮮密航を密かに援助し、織部の帰国後、ひずんだ茶碗に魅せられて思わずお国言葉で「いがっぺぇ」と感嘆し弟子入りする。若くして織部流の「数寄の根っこ」を理解する人物。伊達政宗とは犬猿の仲。
取り潰しの危機を救ってくれた三成に恩を感じており、七将襲撃事件の際には伏見城まで護衛し関ヶ原の戦いでも石田派に付こうとしたが、家康の命を受けた織部に説得され徳川派に付く。戦後は出羽に転封された。
好きな色：イエローオーカー。
金森宗和（金森重近→金森宗和）
飛騨の大名・金森長近の孫。仲の良い小堀作介同様おかまっぽく（美意識は小堀の「きれい」に対し、「かわいい」という差異がある）、戦など野蛮なものを嫌うが、幼少のころから長近に鍛えられたため、武芸に秀でている。
数寄者としては未熟であったが、織部の命で作った水指に独断で加えた絵付が「破れ袋」誕生のきっかけとなる。大坂の陣を前に、徳川方として粋の極みたる大坂城を滅すことへの加担を拒んで廃嫡され、剃髪した。
俵屋宗達
京の扇屋・俵屋の若旦那。織部の信奉者で、ひょうげの美に価値を置いている。かぶき者には嫌悪感を抱いており、感情を爆発させると手がつけられない。
墨絵に関してはなかなか古典から逸脱できなかったが、八条宮別邸の襖絵製作にあたって新境地を開く。
好きな色：インクブラック。
玉子
明智光秀の娘で細川忠興のもとに嫁ぐ。喧嘩こそするが、史実と違い夫婦仲は最後まで悪くなかった。
関ヶ原の戦いでは、名物を守るため細川屋敷に立て籠もり、ダ・ヴィンチ砲で石田兵を薙ぎ倒すが戦死。直後に屋敷は爆破された。石田派の士気が低下するのを防ぐため、公には「重臣と刺し違えた」と報告された。

### 織田家
織田信長
声 - 小山力也 / 松本保典
豪壮な芸術文化を好み、奨励する天下人。派手な南蛮服を愛用しピアスもつけている。その天才的な物質・精神両面の世界は左介ら同時代の武将・茶人達を魅了する。その一方で親族を可愛がりすぎるきらいがあり、有力家臣の反感を買っている。壮大なスケールで世界制覇を目指し、「風雲躍り華咲き乱るる世」を築こうとする。死後もその影響は強く残る。左介の数寄者ぶりを高く評価し、驚いた顔を見るのを楽しみにしている。
本能寺の変において蛙香炉が鳴いたことにより異変に気づくも、潜入していた秀吉に胴を一文字に真二つに斬られる。しかし、斬り口を自ら接着して死なないどころか自分を斬った刀が安物だと怒った上に、そのまま茶席に着かせ、秀吉を恐怖させる。湯の代わりに自らの血で茶を点てた上で、秀吉の野心に気づいていたことや、それでも高く評価していたこと、「ダール・イ・レゼベール（ギブアンドテイク）」の関係を目指していたと明かす。最期にダール・イ・レゼベールの意味を「愛」だと笑いながら述べたところで身体が崩れ落ち絶命する。
好きな色：レッド&ブラック。
柴田勝家
声 - 柴田秀勝
織田家家臣筆頭。秀吉の実力と時代の流れを理解しつつも、織田家中のけじめとして秀吉に立ち向かう。数寄への理解は皆無であり、織田長益ら味方武将にさえ「織田方でなければ付きたくない」「肉体馬鹿」と酷評されるほど。本人もそれは自覚しているが、意外にひょうげた面もあり、織田家の継承問題でピリピリしていたお市を、自分をタネにした冗談で笑わせている。
丹羽長秀
声 - 佐々木啓夫
織田家臣。数寄に疎く、左介に内心で甲冑姿を馬鹿にされていた。信長追悼のハートの幟を掲げることにも難色を示し、家臣の上田左太郎が自分が掲げたいと進言したのを叱っている。
滝川一益
声 - 金光宣明
織田家臣。甲州攻めで信忠の副将を務め、信長から真の功労者と労われる。その恩賞として名物「珠光小茄子」を所望するも認められず、結局上野一国と信濃二郡を与えられる。左介に慰められたが「都落ち」と自嘲しており、本作では功を正当に評価されない「外様の功労者」として描かれている。
弥助
声 - 黒田崇矢
信長の従者として仕える黒人。大柄な体格と身体能力を生かした無類の強さを誇り、雑兵程度であれば複数相手でも一人で難なく倒す。奴隷の身分から取り立ててくれた信長に高い忠誠心を持ち、物語上では本能寺の変の真相を織部に伝える役目を担う。
本能寺の変において信長暗殺を果たし、名物を持って逃亡する秀吉とその協力者を捕まえようとし、協力者の方は倒すも、秀吉は取り逃がしてしまう。翌日、焼け落ちた本能寺で名物の残骸を漁っていた織部を助け、彼と長益に名物の一部を譲った上で義理を果たすためとして信長暗殺犯の行方を追うことを伝える。のち山崎の戦いにおいて、再び窮地の織部を助けた上で、暗殺者が秀吉であったことを教え、秀吉の命を狙うも多勢に無勢で捕縛される。捕縛中も秀吉が信長を殺したと訴えるが、これを戯言とするために、秀吉からあえて処刑されることなく生かされ、国外追放となる。退去間近には利休から茶を振る舞われ、彼が黒幕と感づくも、既に信長に対する義理は果たしたとして日本を出る。
織田信忠
声 - 鷹嘴翼 / 若杉亨
信長の嫡男。信貴山城攻め、甲州攻めでは父に代わって大将を務める。本能寺の変の際に二条城にて自害した。
織田信雄
声 - 家中宏
信長の次男。大山崎の戦いの後に安土城へ入るが、宗易の勧めに従って天主を焼き払う。小田原攻め後の国替えを拒否したため改易・蟄居処分を受けたが、後に許され出家し、従妹の茶々に仕える。秀吉の死後は茶々と共に「織田の世」復活のため暗躍するが、治長と対立し大坂城を退去する。
織田秀信
信忠の嫡男。信長の孫であり「織田の筆頭」を自称している。関ヶ原の戦いでは石田派に与していたが、福島・池田の軍勢による猛攻を受け自害を覚悟するも、大叔父の有楽斎に説得され降伏した。その際、交換条件として自らが所有する織田の財を有楽斎に譲った。
織田長孝
声 - 柿原徹也
有楽斎の長男。織部が木の上で作った茶道の邸宅を見て感動したが、父に窘められた。関ヶ原の戦いでも父に従軍し、後の死去の際に弟の左門（頼長）に数寄による自分の遺志を託した。
織田頼長
有楽斎の次男。通称は「左門」。父や織部の影響を受け数寄に興味を持つが、徳川への反骨からかぶき者となり、皮袴組の頭領として京で野放図な日々を過ごしていた。
重嗣と交わした約定と兄・長孝の死去により織田家に復帰するが、駿府城への放火工作などを行う。猪熊教利の逃亡に関与し父から勘当された後、治長に雇われ豊臣家に仕える。キリシタンに大きな影響力を持つ高山右近を豊臣方に勧誘することには失敗したが、高山よりダ・ヴィンチ考案の戦車と飛機（人力ヘリコプター）の図面を貰う。大坂冬の陣では味方もろとも敵を攻撃する真田の冷徹な戦いぶりに衝撃を受ける。父・有楽斎の説得もあって夏の陣を前に大坂城を退去するが、置き土産として完成していた飛機を真田に託した。戦後、出家して京都で隠棲するにあたり、宗達に過去の非を詫びると共に風神雷神図屏風への助言を与えた。
好きな色：クリムゾン。

#### 明智家
明智光秀
声 - 田中秀幸 / 内田大加宏
織田家重臣。野心家や強欲な者が多い本作において珍しい無私の人物。家臣や民、日本の行く末を案じており、織田政権の行き着く先を懸念している。このため清貧を旨とする家康からは好意を持たれ、秀吉からは「偉い人物だが世間からは理解されまい」と評される。
数寄者とは言わないまでも茶の湯に詳しく、信長への叛乱を決心するにつれ、数寄、特に「侘び」への理解を深めていく。安土城を白壁にして、黒を好む利休の価値観に不意打ちを食らわせるなど「新しい数寄の芽」であったが、自分の価値基準に絶対的であった当時の利休はそれを無視する。後に利休は家康から光秀が辞世の句で下の句を蛇足として省いたことを知って「侘び」の数寄の境地を見て、他ならぬ自身が「新しい数寄の芽」を摘んだことに激しく後悔する。また、家康が激怒した安土城での織部の饗応を高く評価し、そこで使われたパイナップルの皮を大事に保存する。
従来、信長のやり方に反感を覚えていたところを秀吉と利休に利用され、彼らに意図せず乗せられる形で、信長への反旗を翻し、本能寺で討つ（実際に信長を討ったのは秀吉）。「波風立たぬ泰平かつ淡麗な世」を目指し、そのためには秀吉や細川ら大名たちも協力してくれると目算を立てていたが、すべて当てが外れ、山崎の合戦にて敗北する。その後、比叡山の力を借りて坂本へ落ち延びようとするが、比叡山の僧兵に裏切られ、その際に随風を庇って致命傷を負う。最期に民（随風）を守れたことを喜びつつ、下の句を省いた辞世の句を残す。また、その後に駆け付けた家康に「したたかになりなされ」と言い残し息絶える。
原作では『昭和ブルース』（ドラマ『非情のライセンス』主題歌）の歌詞をバックに本能寺へ進軍していた。アニメ版では明智光秀役の田中が歌う昭和ブルースのアカペラが流れた。
好きな色：パープル。
明智秀満
声 - 坪井智浩
明智家臣。光秀の娘婿。物語初期において織部と口論し、光秀から咎められる。本能寺の変では坂本城落城の際に城にあった名物を秀吉に引き渡す。その際に目利き役がかつて諍いがあった織部だと知り、最後の明智最高の名物八角釜を投げつけて憂さを晴らす。

### 豊臣（羽柴）家
豊臣秀吉（羽柴秀吉→豊臣秀吉）
声 - 江原正士 / 陶山章央
織田家家臣。口が達者な剽軽な小男。足軽から織田家の重臣として出世し、主君・信長からも目をかけられているが、野心家として利休と組んで謀反を企てる。物語前半では本能寺の変の真の黒幕として暗躍し、信長亡き後は天下統一を果たす。数寄の価値を理解し、織部にも初期から目をかけていたが、そのセンスは当初より詫びからズレており、後に利休との軋轢にまで発展する。特に側近・三成の思惑なども重なり、数寄を巡っての利休との対立は織部を翻弄する。また、天下人として強い孤独感を覚え、やがては唯一の理解者であった信長を殺してしまったことを強く後悔するようになる。当初の肌色は普通であったが信長殺しの決意後は色黒になっており、その後、利休の死後にもとに戻っている。
作中序盤では人好きのする愛嬌ある顔の下で天下を取る野心を持ち、利休や秀長と組んでの謀反を企てる。そのために、明智光秀に信長に対する謀反を決意させ、さらには計略を盤石なものとするため、本能寺の変において密かに寺に潜入し、自ら信長を討つ。その後は史実の通り、光秀や柴田勝家を討って織田家を手中に収めるが、一方で弥助から信長殺しの主犯であることを織部に知られてしまう。しかし、織部を欲深きもの同士として自由にさせ、官位を授けるなど重用していく。
天下人となってからは箔をつけるため信長をなぞるように華を重んずるようになり、わびを貫く利休とは距離が生じ始める。服装も派手好みで奇抜なファッションを愛用し、お歯黒にして付け髭を付けるようになる。また、織田の血を引く茶々を手篭めにし、自分のものとする。三成の思惑もあって利休との関係は完全に破綻するも、心の底では信長殺しの共犯として彼に依存していた。そのため、利休の処刑には最後まで否定的であったものの、結局は利休の方が死を選んだため、精神の均衡を失い、ますます真相を知る織部との仲を深めていく。晩年は唐入りの難航や信長殺しの後悔などでさらに憔悴していくも、最期は織部が企画した「瓜畑遊び」で笑みを取り戻し、おねの膝枕で安らかに永眠する。
好きな色：ゴールド。
豊臣秀長（羽柴秀長→豊臣秀長）
声 - 石丸博也
秀吉の異父弟。常に兄の影のように付き従い、その覇業を補佐する。兄からは、他の重臣たちにも明かされない陰謀を打ち明けられることが多いなど、絶対の信頼を置かれている。また兄よりも、利休のわびの美学への理解も深い。やや病弱であり、作中の時間経過とともにやつれていく。大和郡山城にて黒田如水の「毒の一言」にて憤死した。
好きな色：シルバー。
石田三成
声 - 関俊彦
秀吉の側近。眉毛のないのっぺりとした顔立ちで、ほとんど無感情な人物。正確さや格式に拘り、人望は無きに等しいが、その忠誠心と能力を秀吉から高く評価される。物語前半は数寄の権威が豊臣の権威を上回ることを嫌って宗二、続いて利休を死に追いやるなど、織部ら数寄者の敵役として登場する。秀吉の死後は豊臣の世を受け継ぐことを己が使命として邁進するも、人望の無さや、数寄が理解できないことに悩むなど、人間味を見せるようになっていく。最終的に数寄を理解し、最後に残した金継ぎの茶入は織部に高く評価され、師匠の敵とは言え、亡くなったことを惜しませる。
天下人となった秀吉の側近として登場し、数字に細かく、融通がきかない性格など、史実通り武断派の武将にも嫌われる。茶の湯の知識はあるが、数寄はまったく理解できないと公言し、万事が理屈や礼式作法に拘るため面白みがないと評される。先述の通り、豊臣の権威を至上とせんがために、数寄の権威を貶めようとして、最終的には利休を死に追いやる。北野大茶湯では不敬として織部の庵を破壊するなど、織部とも対立していたが、一方で忍城攻めでの失敗を救われた件から不器用ながらも織部に配慮しており、利休死後に織部が筆頭茶頭になったのも三成の推薦があったことが後に明かされる。
秀吉の死後は豊臣の権威を守ろうとするも自身の人望の無さや、仲間を集めるために数寄の知識が必要と理屈では理解しても、どうしても数寄を理解することができず、思い悩む。織部に教えを請い、大谷吉継を仲間に引き入れる茶席では前田利家のせいで計画が狂うも、切羽詰まって茶を頭から被るという暴挙にでる（結果として吉継を笑わせ西軍に引き込むことに成功する）。関ヶ原の戦いは史実通り敗北するが、その逃亡生活の中で北野大茶湯での出来事を思い出して大笑いし、数寄の理解に至る。その後、捕縛され、処刑直前には「柿は痰の毒」と言って周囲を笑わせ満足な中で死のうとしたが、処刑直前に宗二の息子が現れ、宗二の死を後悔しながら処刑される。
捕縛直前に、茶入をタイル状に砕いて金継ぎしたものを織部に渡すよう依頼しており、これが織部を非常にひょうげさせる。また、「柿は痰の毒」は、徳川の治世を織部の数寄が凌駕することを示唆する内容とも取れ、必死さに宿る笑いなど、利休が光秀の死を後に後悔したのと同等の感傷を織部に与える。
好きな色：特になし。
豊臣秀頼
秀吉の嫡男。政治的には母・淀殿や大野兄弟に牛耳られているものの、巨漢かつ器の大きな人間に成長し、それゆえに家康に恐れられた。幼少期から織部の薫陶を受けているため数寄に理解がある。
淀殿（茶々→淀殿）
声 - 小笠原亜里沙
信長の姪。母お市の死後、天下人となった秀吉の側室となる。派手好みのじゃじゃ馬で、地味にしていることが我慢ならない。秀吉のお手付きになってからは豹柄の打掛を纏い、唐人風に髪を結うなど派手さに磨きがかかった。秀吉死後は「織田の世」復活を狙う野心家として描かれ、家康からも危険視されている。
好きな色：バイオレット。
高台院（おね→北政所→高台院）
声 - 柚木涼香
秀吉の正室。純朴な人柄で貧しいころの気持ちを忘れず、夫が天下人となってからも下働きをし、動きやすく地味で汚れてもよい衣服を好む。飾らない物の言い方をしおおらかな性格だが、洞察力は高く規律に厳しいところがある。その豊かな母性に家康から恋心を抱かれている。
好きな色：スカイブルー。
大政所
声 - 森ひろ子
秀吉の母。顔は秀吉にそっくりで、秀吉が唯一頭の上がらない存在。利休に惚れており、利休を筆頭茶頭から降ろそうとする秀吉に対して釘を差した。
加藤清正
声 - 具志堅用高
秀吉子飼いの武将。大の虎好きで何でも虎に例えたがる。戦場では同輩の正則と共に猛将として知られる一方で城作りにも才を見せ、特に石垣の反りを虎の背伸びに擬えて重視する。元は「力がある者が欲しいものを得る」を信条としていたが、唐入りでは実際に野生の虎と戦って初の敗北を味わい、政や数奇の必要性を悟るようになる。
関ヶ原の戦い以後は、豊臣恩顧の有力大名で、政略にも通じる武将として、織部の豊徳合体に協力する。そのために未遂の切腹までして家康と秀頼の会見を組んだものの、長安の思惑と正則の軽率な行動によって家康の暗殺を謀っていると誤解されてしまい、最期は柳生利厳に暗殺される。
モデルは具志堅用高。容姿以外にも「ちょっちゅね」などの独特の口調やシャドウボクシングをする姿が描写され、アニメ版では声を具志堅本人が努めた。
好きな色：イエロー。
福島正則
声 - 坪井智浩
秀吉子飼いの武将。戦場では同輩の清正と共に猛将として知られるが、酒癖が悪く、酒にまつわるトラブルが多い。母里太兵衛との呑み取り騒動の一件で織部の取りなしを受け、以降誼を築く。当初は忠興を坊っちゃんと呼び軽んじていたが、七将襲撃事件以降は同じ酒好きという面もあり懇意の仲となる。基本的には思慮が浅く、面倒事を引き起こす。
関ヶ原の戦い以後は、豊臣恩顧の有力大名として、織部の豊徳合体に協力する。ところが兵を率いて大坂に入るなど短慮が多く、結果的に家康の猜疑心を引き立て清正の死の遠因となる。結局、家康から疑われたまま大坂の陣に入ると江戸留守居を命じられ、遠ざけられてしまう。しかし、太閤の縁者を匿うという意を込めた酒徳利を織部に贈り、結果として豊臣の血を残すことに貢献する。
前田利家
声 - 飛田展男
織田政権時からの秀吉の同輩で豊臣政権の重鎮。老獪とも朴訥とも言える態度の老爺で、基本的に同じ言葉を繰り返していい加減な相槌を打ち、自分の考えを明かさない性格。それゆえ周りを苛立たせることが多いが、その適当さはある種の人徳にもなっており、大谷吉継との茶会では彼の業病ゆえの顔の膿が入った茶をまったく意に介さず飲んで吉継を感心させる。また、余興の場では激しい踊りを見せ、一同の笑いを取ることに成功している。
小田原の役に際して、伊達政宗と秀吉の取次役として作中に初登場する。上記の通りの要領を得ない態度・反応で政宗を苛立たせる。秀吉の死後の政局の混乱の中では、大谷吉継と彼を味方に引き入れたい三成が参加した茶会に客として登場する。その中で、本来は吉継が飲んだ茶を周りが断る中で三成が飲んで歓心を得るはずであったが、上記の通り、逆に利家自身が気にせず飲んでしまい、計画を悪気無く台無しにしてしまう。最終的には史実通り、七将襲撃事件の当日に病死するが、石田・徳川のどちらに付くべきか尋ねる息子・利長に対してすら、どっちつかずの返答をして苛つかせ、最期まで風見鶏な態度を貫く。
黒田如水（黒田孝高→黒田如水）
声 - 藤城裕士、篠原大作（BSプレミアム版第11話のみ）
秀吉の軍師。頭巾を被り杖を使用。利休に本能寺の変の真相のあらましを聞かされてからは己の下克上を狙うようになり、秀長を「毒の一言」によって死に追いやり、豊臣政権の転覆を図る。利休切腹や関ヶ原の戦いを利用して天下を狙うが尽く失敗してしまう。
数寄への理解はあるが、あくまでも天下を制するための道具・手段としか見ていない。
小西行長
明・朝鮮との交渉を任されている。高山右近曰く、本性は商人であるとのこと。唐入りに際して、明の沈惟敬と共に南蛮と組んで「商いの独立大国」を目指したが、関ヶ原の敗北によって南蛮に見捨てられてしまい、徳川軍に投降し斬首される。
島左近
声 - 玄田哲章
利休切腹の際に三成を補佐し、その手腕を買われ三成の家臣になる。元々は秀長の家臣であり、主の死後、身の処し方に悩んでいた所を召し抱えられたため、三成に絶対の忠誠を誓っている。関ヶ原の戦いにて東軍の銃弾を受けて戦死した。
石田正澄
三成の兄。「瓜畑あそび」の瓜を栽培するなど、弟の影で裏方仕事をこなす実直な人間。
関ヶ原の戦いにおいては、どうしても数寄を解せず苦悩する弟の代わりに数寄を引き受け、数寄大名たちの気をひいて味方に付けるという大きな裏方仕事を引き受ける。関ヶ原の敗北により、佐和山城で自害した。
大谷吉継
越前敦賀の大名。悪瘡の病を患っており、上杉討伐の時点で視力を失っている。
当初は徳川派だったが三成の身体を張った茶席に一笑を受け、「笑って死ねる」という理由で石田派に転向し西軍の調略面を担当する。関ヶ原では裏切った小早川軍の兵を道連れに爆死した。
大野治長
淀殿の乳兄弟。三成死後の豊臣家の重臣。徳川家に対抗するため織田左門や真田好白など牢人衆を呼び集める。「豊徳合体」を目指す且元らを追い出し、徳川家との戦を引き起こす。
織部から「ひょうげ」の薫陶を受けるが、秀吉の「華」に傾倒し、家康を「野暮」と見なしている。また、「織田の世」復活を目指す信雄に対しても「枯れ木瓜」と突き放している。
片桐且元
秀吉死後の豊臣家を支える重臣。織部と共に「豊徳合体」を目指すが、家康との関係悪化を止めることは出来ず、大野ら強硬派に大坂城を追い出される。数寄の根っこを理解する甥の貞昌に「織部百ヶ条」を授けると約束し、研鑽を促した。

### 徳川家
徳川家康
声 - 鶴見辰吾
三河の大名。後に江戸幕府初代将軍。福耳の持ち主で眉毛が太く、緊張すると便意を催す癖がある。正義と質素倹約を何より重んじ、政は家臣や領民のみを思って行うべきと考える実直で生真面目な人物。その質実さに家臣たちは惚れ込んでおり、家臣団の結束力は非常に高い。必要以上の贅沢を嫌うために信長や秀吉の趣向には不快感を抱く一方で、万民のために決起した光秀や、純朴さを失わず家中の女たちを統制するおね（高台院）には強い好感を抱く。そのため数寄には興味を持たないが、利休のわび数寄には得体のしれないものを感じ取り、警戒する。また、余興であっても生真面目なために場を白けさせてしまうこともあるが、必死さに宿る笑い（ひょうげ）を重んじる織部からは高く評価される。
作中には初期より信長の同盟者として登場する。武田征伐後の安土城での饗応においてパイナップルを使った織部の趣向に激怒し、彼に苦手意識を芽生えさせる。その後、本能寺の変においては慕う光秀に助力しようと兵を興すも、はからずも彼の最期を看取ることとなり、彼から強かになれと助言される。以降は無骨者ゆえに不器用ながらも、腹芸にも熟達していくようになる。小牧・長久手の戦いでは以前とは逆に秀吉方の使者である織部を饗応することになり、自分とは違い怒って場を壊さなかった彼に着目するようになる。その後は織部と親しく接し、江戸幕府成立後は三成化が心配な息子・秀忠の茶の湯の師につける。だが終盤、疑心暗鬼が強まる中で、数寄にも太平の世を乱すと危機意識を持った上、敬愛する明智が織部を評価していたと知って愛憎を深くする。最後は大阪の陣における敵方への内通の嫌疑から織部に切腹を命じ、さらに自身が無理矢理に介錯人となる。末期の織部にひょうげさせられると共に自身の「あじか売り」が評価されていたことを知り、驚きながらも歯を食いしばって刀を振り下ろす。
好きな色：そんなものはない。
南光坊天海（随風→南光坊天海）
声 - 佐々木啓夫
光秀を延暦寺に匿おうとした僧侶の一人。結果的に味方の僧兵たちの裏切りに遭い、致命傷を負った光秀の最期を看取ることになった。自身も間一髪の所を徳川の者に救われる。その後は家康と共に光秀の理想の実現を目指す。しかし、家康は後に光秀が織部のことを評価していると知って衝撃を受けて、光秀の遺品を処分するように命じられると、家康から秀忠に鞍替えして江戸幕府を支えることになった。
徳川秀忠（長丸→徳川秀忠）
家康の嫡子、江戸幕府二代将軍。父親似（鼻郭と頬を除く）の顔立ちをしている。織部と細川忠興は、長丸に教養や都の作法の伝授を家康から依頼され、織部はその第一歩として自作の茶杓を贈ったが、長丸はそれをへし折りつつ武芸に励むなど数寄に興味を示さなかった。父親と似た贅沢への反発があり、排他的な面が目立つ。非情に成り切れない父に代わって非情の面を請け負うものの「三成に似てきた」と評されていたが、織部の薫陶と江との夜伽での一件を経て自らの数寄を求めるようになる。さらに織部の指導で「弓箭台子」を自ら作成するなど、徐々に数寄に理解を示すようになり、険しかった表情が徐々に穏やかになった。
結城秀康
家康の次男。目と耳を除いて、父親似の顔立ちをしている。生まれた時から父に構ってもらえなかった過去を持つ。
秀吉の元に養子に出され徳川家を離脱している。そのため、父・家康や弟・秀忠に対して家臣として振る舞う。豊臣家の元で過ごしてきたため、数寄に理解がある。
酒井忠次
声 - 田中完
徳川四天王の一人。光秀より贈られた「初花」を小汚いといい、価値を疑って痰を吐きかけた。その後、光秀に加勢しようとした家康を強く諫めている。「海老すくい」という踊りを得意としており、小牧・長久手の戦いでの和睦の宴で舞って織部の爆笑を誘った。したたかになりつつある主君を見て、他の家臣ともども嬉し泣きをすることもある。
本多忠勝
声 - 金光宣明
徳川四天王の一人。剛直な性格で、光秀より贈られた「初花」を謀略の一つと捉え割って捨てようとしたことがある。織部が世田谷城の開城交渉を行った際、「本多さまとそれがしとは仲睦まじきこと夫婦が如し!」と調略のネタにされた。
榊原康政
声 - 酒巻光宏
徳川四天王の一人。徳川の使者として大阪城に赴き、その後千利休の仲立ちで石川数正と対面した。利休が家康に贈る茶器を見て「武人には妙味は不要」と感想を述べ、家康の家臣らしいところを見せる。
大久保長安
徳川家臣。元武田家臣。鉱脈の目利きに優れ、金銀に対して織部並の強欲さを見せる。無骨者が多い徳川家にあって、徳川家から重宝されているため比較的自由に振舞っている。また、金銀の他に大の女好きであり、移動中の籠の中でも女を抱く。特に気の強い派手な女が好きで、淀殿に恋慕している。
関ヶ原の戦い後、西軍大名の屋敷の接収の指揮官として登場し、目ぼしい茶器を自分の懐に入れたい織部と、同じく接収する金銀の上前を跳ねたい自身の思惑が一致して意気投合する。松平忠輝の附家老となり、忠輝と伊達政宗の娘・五郎八姫との婚約で政宗とも親密な関係となる。さらに忠輝の従者の立場を利用して淀殿と強引に男女の仲となり、家康と淀殿を結ばせようとする織部の豊徳合体計画の障害となる。
日本から算出される豊富な金銀を担保としてイスパニアを始め西洋各国を金融面から支配する野望を抱き、そのため質素倹約を是としている徳川の治世を快く思ってない。政宗らと倒幕の機会を伺うが病を患い、計画完遂への焦りが現れ始める。そのため、幕府への計画漏洩を危惧した政宗が派遣した支倉常長に暗殺される。
モデルは大橋巨泉。
好きな色：ゴールデンイエロー。
板倉勝重
徳川家臣。京都所司代として朝廷・西国大名の監視役を務めている。織部に茶の湯を師事するなど数寄に理解があるため、心情を察しつつも粛々と職務を遂行する。
好きな色：ディープスカイブルー。
柳生宗矩
徳川家剣術指南役。剣豪・柳生石舟斎の息子で、自身も剣豪。
異様な目つきをしている不気味な男だが武人としての腕は随一。武人として数寄に興味はなく、数寄を通して天下一を目指す織部に対し、別の形で天下一を目指すと語る。関ヶ原後に上田宗箇と立会い、形に嵌らない槍術に数寄の影響を見て取り、興味を持ち始める。
大坂の陣において家康の命を受けて織部を暗殺しようとするが2度に渡って失敗し、織部や数寄に畏怖の念を抱くようになる。夏の陣の終盤では大野治房勢に襲われた秀忠を（織部を真似た）数寄によって救う。

### その他の武人
松永久秀
声 - 飯塚昭三
第1話に登場する大和の大名。傷のある髭面で老練な顔立ちの老将。史実における信貴山城の戦いにおいて、降伏要求の使者としてやってきた織部を迎える。しかし、彼が交渉そっちのけで名物「平グモの釜」に目を奪われているのを見て呆れ返りながら、武か数寄か、自分の生き方をいずれ決めねばならないと諭す。その後、新たな使者としてやってきた秀吉に唆される形で、平グモに爆薬を詰めて天守閣にて爆死する。
史実通り平グモは消失したものの、爆風で吹き飛んだその蓋は織部が回収しており、後にも織部が自分の趣向を見直すアイテムとして登場する。
荒木村重（荒木村重→荒木道糞）
声 - 広瀬正志
織田に謀反を起こした武将。数寄者としても知られているが物欲の権化として描写され、名物集めに余念がない。織部の働きによって側近の中川清秀と高山右近が離反したために追い込まれ、最後はその物欲から一族郎党を見捨て、集めた名物を持って独りで隠し通路から城を脱出する（有岡城の戦い）。その際に織部と出会って、彼が同じ強欲の者と見抜き、名物の1つを渡す代わりとして見逃してもらう。
豊臣の天下となった後に再登場し、名を道糞（どうふん）に改め、秀吉の計らいで堺にて茶人として生きていた。病によって死期を悟ると織部と再会し、一族皆殺しにされても自分の命や名物を優先したことを恥じるどころか肯定する。そして武人として生きるか、数寄者として生きるかの選択を改めて織部に突きつける形となる。織部の欲深さを気に入った上で、一族に一人生き残り（岩佐又兵衛）がいること、その彼を見つけ出し、自分の生きざまを語ることを依頼する。その代償として名物の1つを織部に譲る。その後、間もなくして病没し、生前の約束に従ってその名物は秀吉の物となる。
細川幽斎（細川藤孝→細川幽斎）
声 - 小林修→堀勝之祐
細川家当主で忠興の父。有職故実に通じた当代屈指の教養人であり、歌や茶にも見識が深い。さらには武芸の達人でもあり、猛将としても知られる息子・忠興を難なくいなす。常に冷静沈着であり、周囲の異変や企みなどを察するなど、自分や細川家が巻き込まれることを嫌い、直情的な忠興を折檻したり、利休に警告を行ったりする。また、織部の父・重定と旧知の仲で、幼少の織部に歌や書も教えていた縁があり、彼とは古くから面識がある。
数寄者ではあるが古典を重視し、わび数寄とは距離を置く。特に初期の織部の工夫は「悪ふざけ」と酷評し、北野大茶湯での忠興の工夫（一畳で立ったままの茶会）にも怒りを見せる。しかし、最終的に徳川の治世の頃には、織部の創意を認めるようになる。
作中にはもっぱら忠興の父としてや、古典を重視する者として登場し、上記のように利休や織部の創意の数寄とは距離を置く。本能寺の変では策謀の匂いを嗅ぎ取り、縁戚関係にある明智の要請を断って中立に徹する。関ヶ原の戦いでは居城・田辺城を西軍に包囲されるが（田辺城の戦い）、古今伝授の喪失を恐れた朝廷の勅令によって講和・開城する（その際には徒手空拳で未だ警戒を解こうとしない敵兵をいなしていく）。晩年には猪熊事件を受けて、古今伝授の弟子であった烏丸光広の助命に苦慮する。
容姿のモデルは細川の末裔である細川護熙。『モーニング』2010年19号では作者と細川護煕との対談が行われた。
秋月種実
声 - 田中完
九州筑前の大名。ナマズのような髭を生やした中年の武将。島井宗室から半ば脅し取った天下三肩衝の一つ楢柴肩衝を所有する。秀吉による九州平定において、居城・益富城に籠城し、降伏や楢柴肩衝の要求を拒絶する。しかし、織部に娘・竜子を拉致されたことで降伏を決意する。なおも偽物の楢柴を渡そうとするなど往生際の悪さを見せるが、織部に見破られ、最後は剃髪して秀吉に拝謁し、許しを得る。
織部によって楢柴の蓋は偽物とすり替えられており、これはバレず、そのまま本物の蓋のみ織部の所有となった。
真田信繁（真田信繁→真田好白）
声 - 佐々木啓夫
信州上田の武将。数多の間者を使い山の神の申し子と呼ばれ、調略の名手として知られている。秀吉による九州平定で織部と出会い、誼を築く。後に大坂の陣で再登場し、史実通りの活躍を見せる。なお、作中では真田紐の開発は、織部からヒントを得たことになっている。
作中には益富城戦で登場し、手柄を立てたい織部に協力して間者を貸し出し、約束通り秀吉からの恩賞の半分をいただく。関ヶ原の戦いでは西軍に組みしたため、戦後は改易されて父・昌幸と共に隠遁生活を送る。有力武将として上田宗箇より豊徳合体への協力を持ち掛けられるが、隠棲している父を憚り申し出を断る。
大阪の陣で召し出されるが、史実通り当初は豊臣家幹部の武将らから浪人衆として軽んじられる。真田丸の構築などにより活躍し、冬の陣終盤では豊臣諸将からの信頼を得る。また、この時の戦いぶりで頼長に関心される。夏の陣では劣勢の中、頼長が残していったダ・ヴィンチのカラクリを使って家康本陣への奇襲を敢行するも、家康の精神を揺さぶることもできず、討ち死にする。
北条氏直
声 - 稲田徹
北条家当主。数寄の師として北条家に招聘された宗二の歯に衣着せぬ言動と気骨を鎌倉武士に通ずるものとして大いに気に入る。天下統一間近の秀吉に対して一歩も引かない覚悟を見せて交戦に至るが（小田原征伐）、最後は石垣山城の威容に戦意を消失し、家康を通して降伏を願い出る。
北条幻庵
声 - 八木光生
北条家五代を補佐してきた重鎮。耳毛が特徴の90を超えた老人。北条家で唯一数寄に通じた人間で自分の死後に家中で数寄がわかる者がいなくなることを案じて、高野山にいた宗二を招聘する。のち、小田原征伐前に没する。
毛利輝元
声 - 檜山修之
中国120万石の大大名。数寄を好み井戸茶碗を有する。晩年の利休より天下取りを唆される一人。秀吉没後は関ヶ原の戦いでは安国寺恵瓊や長束正家の働き掛けにより不本意ながら西軍の総大将を務めたため、戦後に領国を大幅に削減される。また、政よりも数寄へ傾ける刻を欲し隠居する。
島津義弘
九州薩摩を治める大名。家臣ともども薩隅方言がきついため薩摩以外の人間との会話が困難である。台詞は「よか」「じゃっどん」といったいくつかの単語を除き草書体で表現されている。
関ヶ原の戦いで石田派に与したが、戦略において三成と尽く反りが合わず、独自行動を展開する。関ヶ原から脱出する際に家臣が小堀作介を連れ去っており、人質として保護する。作介返還後は織部と誼を通じるようになり、薩摩焼への助言などを受け入れるようになる。
島津家久
義弘の息子。織部と親しかった伊集院忠棟を謀殺するなど「酷薄な人物」と称される。関ヶ原の戦いで島津家の人質にされた作介と誼を築き、彼の作陶である白い器に好感を抱く。のち琉球支配を徳川に承認してもらうため、尚寧王と東上した際には織部の饗応を受ける。そこで彼の「ひょうげ」に理解を示さず険悪な雰囲気となるが、作介と重近の執り成しで事なきを得る。

### その他の人物

#### 禁中
正親町の帝
声 - 酒巻光宏
朝廷の主。利休の提案に乗った秀吉によって毒を盛られそうになったが、成り上がりの秀吉をも「我らの一員」と認めることでその心を打ち、無自覚のうちに難を逃れた。この件をきっかけに秀吉と利休との間に溝が生じるようになる。
上皇（帝→上皇）
声 - 酒巻光宏
正親町の帝の次代の帝。父親の誠仁親王の急死により即位する。数寄に理解を持ち、織部を後援する。徳川の朝廷への介入に反発しており、猪熊事件を機に徳川からの自立を目指すため、息子の政仁親王に譲位する。
八条宮智仁親王
上皇の弟。秀吉の猶子であったため数寄に明るい。別邸（のちの桂離宮）の造営にあたって織部に協力を求める。織部に頼まれ、連歌仲間である島津義弘に対し、秀頼を薩摩に匿うように要請する。
近衛信尹
関白。近衛前久の息子。朝廷内の綱紀粛正に努め、織部の「豊徳合体」に協力している。暴飲暴食による体調不良を理由に辞任に追い込まれるが、織部の協力により影響力を保つ。織部の関係者達が信尹のために送り火を炊くが大坂の陣直前に逝去する。
好きな色：ゴールデンロッド。
猪熊教利
「慶長の光源氏」と称される青年公家で、皮袴組の後援者。徳川の天下により風雅が絶えることを悟り、烏丸光広らと共に乱行騒ぎに明け暮れていた。猪熊事件を引き起こし斬首される。
烏丸光広
歌人であり能書家でもある公家。猪熊事件に連座するが、細川幽斎の助命嘆願により赦免される。その後は同じく古今伝授を受けている八条宮と行動を共にすることが多く、俵屋宗達の墨絵を激賞した。

#### 商人
今井宗久
声 - 鈴木清信
堺の商人。利休らとともに信長の茶頭。信長の大安宅舟を数寄ではなく機能面で褒め称える。
津田宗及
声 - 千田光男
堺の商人。利休・宗久と共に信長に仕えていた茶人。秀吉の九州征伐にも同行する。楢柴の蓋がすり替えられたことに気付きかける。
神谷宗湛
声 - 田尻浩章
博多の豪商。本能寺の変に居合わせた一人。秀吉に高く評価される。後に秀吉が利休を筆頭茶頭から降ろしたい企みにおいて、後任候補に推されるも固辞する。茶人としては織部の黄金の茶器や縄文式茶席に感銘を受け、また織部に己が何者であるかを悟らせる。
島井宗室
声 - 酒巻光宏
博多の豪商。本能寺の変に居合わせた一人。かつての楢柴の持ち主だったが秋月氏に奪われる。

#### 数寄者
丿貫
声 - 石田太郎
利休の兄弟子。色黒のひょうきんな顔立ちの世捨て人。今は田舎に隠遁しているが、利休をして「一番のわび数奇者」と評される好々爺。かつては成功した商人として贅を尽くした茶の湯を嗜んでいたが、多量に凝らされた相手の創意を読み解かなければならない茶の湯に疲れ、究極的に無駄を排した「侘び」の極地に至る。普段の暮らし向きも、身の丈にあったつましい暮らしを良しとする。その在り方は織部のみならず、利休にも大きな影響を与える。
京屋敷を建てるにあたって意匠に悩んでいた織部が、利休からその参考になると紹介され作中に登場する。落とし穴を仕掛けるなど、型破りなもてなしを行い織部を怒らせるが、すべては相手をリラックスさせるための所作であり、一切の金をかけることなく、食事の絶妙なタイミングや味付けなど、織部を感心させる。一方で、唯一の欠点であった木壁に織部が窓を作り、丿貫としても織部の才能を評価する。その後、その名声を聞いた秀吉から北野大茶湯への参加を命じられ、当初は固辞するが、織部への義理を返すため参加を決める。嫌々ながらの参加ながら、朱塗りの大傘を使った野点や秀吉の身体を慮る配慮を行い、利休から「野点の趣向では自分以上」と言わしめる。続く筆頭茶頭から利休を下ろしたい秀吉の目論見で始まった茶席でも、秀長と組んで床の間に大政所を飾るなど、天下人を恐れない自由奔放な奇策を講じる。
間もなく死期を悟って家の片付けを行っているところを利休に訪問され利休の業の問題を鋭く指摘し、諌める。最期は自らの茶道具、記録、自邸に至るまで焼き払って生涯を終え、利休に見事な死に様と感嘆せしめる。
好きな色：カーキ。
長谷川等伯
声 - 篠原大作
京で活動する絵師。高い技術とセンスを持つが狩野派が主流の世にあって生活に苦労している。利休から目をかけられており、彼からの仕事の紹介で糊口を凌ぐ。
京屋敷を建てるにあたって内装を思案していた織部が、利休から紹介されるという形で登場する。その際、織部の好みを独自の解釈で表現し、水玉模様の襖絵を描くも織部に激怒され、斬られそうになる。しかし、利休が絶賛したことで事なきを得、織部屋敷の評判を通して仕事が増えるようになる。その後、狩野派の妨害で再び生活に苦労してた時分に京・西芳寺で勝手に襖絵を書こうとし、住職に怒られていたところを偶然寺を訪れた織部の取り成しを受ける。同時に織部にとっても、この襖絵の題材からインスピレーションを受け、再起するきっかけの1つとなる。さらに織部の推薦という形で大徳寺山門の天井画も任される。利休死後は一門を構えるまでに至り己の侘びを見つける。
古渓宗陳
声 - 糸博
大徳寺住持。利休の古くからの知人。まだ宗易時代の利休が、禁中での茶席に出るに当たって僧籍が必要なり、その居士号として「利休」を選ぶ。後に宗二が斬首され、利休が豊臣政権の転覆を狙うようになると、その支持者として計画に加担する。また、利休の寄進で建てられた山門に彼の木像を安置するなどしたが、これを三成に知られ、利休糾弾の理由の1つにされてしまう。
おくに
声 - かないみか
「ややこ踊り（女歌舞伎）」を踊る女。伊達政宗を追いかけ蒲生氏郷屋敷に忍び込んだところ名古屋山三郎と出会いその愛人となり、その後は山三郎を捨て政宗の情婦となる。上杉攻め従軍時に鎧を纏って兵の鼓舞をしたのがきっかけで、男装による独自のかぶき踊りを創案し一世を風靡する。ところが、遊女による偽物の横行や自身の容色の衰えから次第に人気は低迷し、織部の企画による淀殿の面前での大坂城公演に起死回生を図るも失敗。幕府から風紀を乱し喧嘩騒乱の元を理由に駿府での興行を禁じられ、政宗からも手切れ金を渡されて、伊達屋敷から追い出された。その後、のちの歌舞伎に通ずる作風を確立するが、生死の定かでない描かれ方で本作から退場する。
好きな色：ディープピンク。

#### 異国
沈惟敬（チェン・ウェイジン）
明の使節として日本との和睦交渉を行う。小西行長と共に南蛮と組み「商いの独立大国」を目指していたが、欺瞞交渉が露見したため逃亡。後に捕えられて処刑された。
李舜臣（イ・スンシン）
朝鮮軍の将軍。法基里と織部一行の交流を嫌う義勇兵たちの要請に応え軍船を提供したことから、織部一行は窮地に追い込まれた。秀吉の死後、朝鮮から撤退する日本軍を追撃中に流れ弾を受け戦死。
尚寧王（しょうねいおう）
琉球国王。島津家久と共に織部の饗応を受け、織部の「ひょうげ」と琉球の自然を愛でる美が同じものであることに感じ入る。
ウィリアム・アダムス　
英国人航海士、オランダ商人。商船「リーフデ号」が難破したため日本に漂着。ヤン・ヨーステンとともに海賊の容疑をかけられるが、家康から新教徒としての自身の歓びについての質問に対し、「理と経験を基に新しき物を構築すること」と答えたこと気に入られ、召抱えられる。以後、関ヶ原合戦での砲兵としての出陣を皮切りに、江戸城の建設や大船の建造など西洋の技術をもって徳川家に貢献、それらの功績により幕臣として三浦に領地を与えられ三浦按針と名乗る。できそこないの器（織部好み）を前に談笑する人々を見て、日本人の「笑い」に興味を抱く。

## 登場する名物・業物
作品中には名物にまつわるエピソードがあるが、虚実ない交ぜである。
茶釜
- 平グモ（ひらぐも） - 爆散する際に織部が蓋のかけらを集め、修復して使用した。
- 八角釜（はっかくがま）
- 宗達平釜（そうたつひらがま）
- 藤波平釜（ふじなみひらがま）

茶入
- 九十九髪茄子（つくもなす） - 茄子形の茶入。天下三茄子のひとつ。アニメ版では付藻茄子（つくもなすび）。
- 新田（にった） - 肩衝形の茶入。天下三肩衝のひとつ
- 初花（はつはな） - 肩衝形の茶入。天下三肩衝のひとつ
- 楢柴（ならしば） - 肩衝形の茶入。秋月から受け取る際に織部が蓋をすり替えた（その後、高山右近に譲渡）。秀吉と決裂した際に利休が故意に落として割るなど天下三肩衝の中では波乱の運命をたどる。
- 朝倉肩衝（あさくらかたつき） - 肩衝形の茶入
- 珠光小茄子（しゅこうこなす）
- 万歳大海（まんざいたいかい） - 大海の茶入
- 勢高肩衝（せいたかかたつき） - 肩衝形の茶入
- 円座肩衝（えんざかたつき） - 肩衝形の茶入
- 青木肩衝（あおきかたつき） - 肩衝形の茶入

茶碗
- 志野茶碗（しのぢゃわん） - 美濃の窯大将が作った茶碗
- 荒木高麗（あらきこうらい） - 大名物の染付茶碗
- 唐物熊川形青色茶碗（からものこもがいなりあおいろぢゃわん）
- 黒茶碗（くろぢゃわん） - 千宗易の依頼で長次郎が作った今焼の茶碗
- 大覚寺天目茶碗（だいかくじてんもくぢゃわん）
- 高麗茶碗（こうらいぢゃわん）
- 松本茶碗（まつもとぢゃわん）
- 引拙茶碗（いんせつぢゃわん）
- 珠光茶碗（しゅこうぢゃわん）
- 霜夜天目茶碗（しもよてんもくぢゃわん）
- 織部十作

茶杓
- 珠徳の茶杓（しゅとくのちゃしゃく） - 珠徳作の茶杓
- 珠徳象牙茶杓（しゅとくぞうげちゃしゃく） - 珠徳作の茶杓
- 竹茶杓（たけちゃしゃく） - 茶杓
- 泪 - 利休が切腹前に使用し、織部に託した
- 玉ぶりぶり - 有楽斎が国外追放となる高山右近に渡そうとしたが蹴返されたことから命名
- 玉すべり - 織部が大坂の陣で竹を物色中に（柳生宗矩の配下に）狙撃されるが、太陽光が織部の禿頭に反射して狙撃者の眼に入ったため、弾道がずれて一命をとりとめたことから命名

火箸
- 鉄羽の火ばし - 文字通り火箸
- 高麗火箸（こうらいひばし） - 火箸
- 紹鷗鉄火箸（じょうおうてつひばし） - 火箸

花入・花生
- 砧の花入（きぬたのはないれ） - 花入（今で言う花瓶）
- 蕪無花入（かぶらなしはないれ） - 花入
- 貨狄花入（かてきはないれ） - 花入
- 古銅花生桃尻（こどうはないけももじり） - 花生
- 瓢形青色花生（ふくべなりあおいろはないけ） - 花生

水指
- 芋頭の水指（いもがしらのみずさし）
- 生爪（なまづめ） - 伊賀焼の水指。上田が再三所望していたが、薩摩行きの謝礼として織部が「生爪を剥ぐような思い」で譲り渡した
- 破れ袋（やぶれぶくろ） - 伊賀焼の水指。二種類あり、それぞれを織部が大野兄弟に譲った

掛軸
- 馬麟の雀絵（ばりんのすずめえ） - 馬麟作・雀が描かれた絵の掛軸
- 牧谿の夏椿図（もっけいのかちんず） - 牧谿作・椿の絵の掛軸
- 空海の千字文軸（くうかいのせんじもんじく） - 空海が書いた掛軸
- 流れ圜悟（ながれえんご） - 宋の禅僧圜悟が弟子に与えた印可状が、偶然日本に漂着したもの。伊達政宗から持主の商人・谷宗卓に対して譲るよう要求されていたが、織部（と、古渓より後の大徳寺住持である春屋）の介入により裁断して分け与えることとなった。この結果、宗卓の手元に残った分は文章としては不完全だが書の掛軸とするに丁度良い幅のものとなった。

その他
- 蘭奢待（らんじゃたい） - 香木
- 関の孫六兼元（せきのまごろくかねもと） - 業物の刀
- 南蛮漆器蒔絵箱（なんばんしっきまきえばこ） - 小箱
- 尼崎の天目台（あまがさきのてんもくだい） - 天目茶碗を置くための台
- 七台（ななつだい） - 天目台
- 松島茶壺（まつしまちゃつぼ） - 茶壷
- 三日月茶壺（みかづきちゃつぼ） - 茶壷
- 落葉の大壺（らくようのおおつぼ） - 壷

## その他
荒縄の味噌汁
芋茎とは、サトイモの茎である。生のものを「ズイキ」、干したものを「イモガラ」と区別する場合もある。作品中のように合戦に携行する際には保存が利くように干して乾燥させ、長くつないで縄状にしたものを携行したため「荒縄」と呼ばれている。
作品中では味噌で味付けをして味噌汁にしているが、最初から芋茎に味噌を塗って乾燥させ、味噌味の染み込んだ縄を作ることもあった。この場合は適度な長さに切って湯に浸すだけで簡単な味噌汁が出来上がる。
2010年にNHK BS2の番組『熱中スタジアム』の中で、漫画に登場する「マンガ料理」を再現する主婦が紹介された際に、この荒縄の味噌汁が題材として選ばれ、当時の材料を調達して料理する様が放送された。
鉄甲船について
史実の鉄甲船は「全長12〜13間（約24m）、幅7間（約12.6m）の1500石積み（約417総トン）、船体に厚さ3mmの鉄板を張り、大砲3門と多数の大鉄砲を積む」とされている（出典『多聞院日記』。ただしこのままだと寸胴すぎるため、実際は全長30〜50m程と考えられている）。
本作に登場する鉄甲船は更に巨大に（周辺の建物や船と比較すると大砲の直径が人の背丈ほどもある）アレンジされて描写されている。
信長と氏郷の南蛮甲冑について
眼鏡に角をはやした異形の甲冑であるが、これは英国王ヘンリー8世の現存する甲冑がモデルとなっている。史実では信長が西洋式甲冑（南蛮胴）を着用した可能性は低いことが通説となっており、氏郷も同様である。
「海老すくい」について
酒井忠次が得意としていた踊りだが、その歌詞や踊りについては現代に伝わっていない。
山下喜光によると、アニメ版の歌詞や踊りはスタッフが考えたオリジナルとのこと。
「へうげもの」の出典
本作にも登場する九州博多の豪商神谷宗湛が著した茶会記『宗湛日記』に、慶長4年（1599年）2月8日に古田織部の茶会に招かれたときの様子が記されている。
「セト茶碗ヒツミ候也。ヘウケモノ也」（瀬戸茶碗ひずみ候なり。ひょうげものなり）
これが本作品のタイトルの由来となっている。
光秀の辞世の句について
作中での光秀の辞世の歌「月さびよ 明智が妻の 咄せむ」は下の句を省いた連歌として登場するが、史実では江戸時代に松尾芭蕉が光秀の妻熙子による内助の功の美談に感動して詠んだ俳諧である。本作の設定では、光秀の墓参りの際に知恩院の僧よりこの歌を聞いて感銘を受けた木下勝俊が、友である松永貞徳と俳諧を始めたという経緯になっている。

## 書誌情報

### 単行本
講談社より「モーニングKC」レーベルとして刊行。全25巻。
巻数表示は、「1服」「2服」…という茶にちなんだ表記となっている。同様に、話数表示も「第一席」「第二席」…という茶会にちなんだ表記となっているが、各話のタイトルは楽曲にちなんで付けられている。各巻の巻末には、各話のタイトルの由来となった曲名一覧が収録されている。
また、表紙カバーは、余白を広くとったシンプルな構成で、色もシンプルに二色刷りが基本だが、巻ごとに異なる色を用いている。裏表紙カバーには、あらすじを日本語のほかに外国語で併記しているが、第9服や第15服のように外国語ではなく日本語の方言を併記する場合もある。
なお、雑誌掲載時には頁の端に「この物語はフィクションにて候」「実在の人物・団体名とは無関係にて候」と記され、この定型文に、掲載内容にちなんだ一文（例　「この物語はフィクションですが、快適な空の旅をお楽しみください」「天正大判はほぼ実物大にて候」）が付記されるのが定番となっているが、いずれも単行本では削られている。
- 第1服 2005年12月22日発売、ISBN 4-06-372487-5
- 第2服 2006年4月21日発売、ISBN 4-06-372512-X
- 第3服 2006年8月23日発売、ISBN 4-06-372545-6
- 第4服 2007年1月23日発売、ISBN 978-4-06-372575-9
- 第5服 2007年8月23日発売、ISBN 978-4-06-372625-1
- 第6服 2008年3月21日発売、ISBN 978-4-06-372672-5
- 第7服 2008年8月22日発売、ISBN 978-4-06-372727-2
- 第8服 2009年2月23日発売、ISBN 978-4-06-372774-6
- 第9服 2009年7月23日発売、ISBN 978-4-06-372801-9
- 第10服 2010年1月22日発売、ISBN 978-4-06-372869-9
- 第11服 2010年7月23日発売、ISBN 978-4-06-372919-1
- 第12服 2011年3月23日発売、ISBN 978-4-06-372982-5
- 第13服 2011年7月22日発売、ISBN 978-4-06-387024-4
- 第14服 2012年1月23日発売、ISBN 978-4-06-387075-6
- 第15服 2012年7月23日発売、ISBN 978-4-06-387128-9
- 第16服 2013年2月22日発売、ISBN 978-4-06-387179-1
- 第17服 2013年9月20日発売、ISBN 978-4-06-387238-5
- 第18服 2014年4月23日発売、ISBN 978-4-06-388325-1
- 第19服 2014年11月21日発売、ISBN 978-4-06-388392-3
- 第20服 2015年6月23日発売、ISBN 978-4-06-388465-4
- 第21服 2015年12月22日発売、ISBN 978-4-06-388538-5
- 第22服 2016年6月23日発売、ISBN 978-4-06-388608-5
- 第23服 2016年12月22日発売、ISBN 978-4-06-388672-6
- 第24服 2017年6月23日発売、ISBN 978-4-06-388735-8
- 第25服 2018年1月23日発売、ISBN 978-4-06-510737-9

### 文庫本
講談社文庫より刊行。文庫の出版形態としては8巻をもって完結（単行本11巻までの内容を収録）となっていたが、2014年1月に9巻10巻が発売された。巻数表示は、単行本と異なり漢数字を使用して「一服」「二服」…という表記となっている。表紙も単行本と異なり、無地の中央に茶道具を大きく表示したデザインとなっている。
- 第一服 2011年4月15日発売、ISBN 978-4-06-276914-3
- 第二服 2011年4月15日発売、ISBN 978-4-06-276942-6
- 第三服 2011年5月13日発売、ISBN 978-4-06-276943-3
- 第四服 2011年5月13日発売、ISBN 978-4-06-276949-5
- 第五服 2011年6月15日発売、ISBN 978-4-06-276972-3
- 第六服 2011年6月15日発売、ISBN 978-4-06-276973-0
- 第七服 2011年7月15日発売、ISBN 978-4-06-277023-1
- 第八服 2011年7月15日発売、ISBN 978-4-06-277024-8
- 第九服 2014年1月15日発売、ISBN 978-4-06-277734-6
- 第十服 2014年1月15日発売、ISBN 978-4-06-277735-3
- 第十一服 2016年10月14日発売、ISBN 978-4-06-293512-8
- 第十二服 2016年10月14日発売、ISBN 978-4-06-293513-5

## テレビアニメ
2011年4月から2012年1月にかけて、NHK BSプレミアムにて放送された。全39話。漫画版の利休切腹（第9巻）までをアニメ化している。
2011年4月30日に本作の主題歌を担当していたジャズバンドcro-magnonメンバーの小菅剛が大麻所持で逮捕されたのを受け、同年5月2日にバンドが一時解散。そのため、5月5日放送の第5話よりオープニングテーマが変更となった。
また、開始当初は山田芳裕の漫画が原作とされていたが、途中から原案となり、オープニングでのテロップも第11話より変更となった。モーニング編集部による「へうげもの公式Facebook」では「なお、アニメ版との関係は原作から原案に変更となりました。原作者＆編集部は一切関知していません。お問い合わせにはお答えしかねますんでそこんとこヨロシクお願いします」とあり、理由は不明。ただし、第11話以降も細かい部分のアレンジはあっても漫画に忠実な内容となっている。なお、2011年8月の一挙再放送以降では第1話よりテロップも原案となっている。
演出上の特徴としては、ストーリーの要所で登場する名物茶器を3DCGで描く（他の部分は基本的に通常の作画）、漫画でははっきり描かれていた夜伽（セックス）や斬首・斬りあい（バイオレンス）などのシーンが抑制的に描かれている。

### スタッフ
- 原作→原案 - 山田芳裕
- 監督 - 真下耕一
- シリーズ構成・脚本 - 川崎ヒロユキ
- キャラクターデザイン - 津幡佳明、山下喜光
- コンセプトデザイン - 堤谷典子
- 美術監督 - 海野よしみ
- 色彩設計 - 小島真喜子
- 撮影監督 - 堀内美咲
- 編集 - 黒澤雅之
- 音楽 - 大谷幸、cro-magnon（第4話まで）
- 音響監督 - なかのとおる
- アニメーションプロデューサー - 来本克弘
- 制作統括 - 斉藤健治、柴田裕司
- アニメーション制作 - ビィートレイン
- 制作 - 総合ビジョン
- 制作・著作 - NHK

### テーマ曲
2011年8月の一挙再放送以降では「Ebi Sukui」が第1話よりオープニングで使用されている。
オープニングテーマ「Bowl Man」（第4話まで）
作詞 - Kohei Sakama / 作曲・編曲 - cro-magnon / 歌 - IKZO
オープニングテーマ「Naghol Jumping」（第5話から第10話）
演奏 - quasimode（アルバム「Magic Ensemble」に収録）
オープニングテーマ「Ebi Sukui」（第11話から）
作曲・編曲・演奏 - ☆Taku Takahashi（m-flo）
エンディングテーマ「KIZUNA」
作詞 - 大森祥子 / 作曲 - 澤近泰輔 / 編曲 - cro-magnon / 歌 - 斉藤由貴（第4話まで）
作詞 - 大森祥子 / 作曲・編曲 - 澤近泰輔 / 歌 - 斉藤由貴（第5話から）
2011年5月18日に発売予定だった「Bowl Man」が収録された『へうげもの』とCro-Magnonのコラボアルバム『乙』は発売中止になっていたが、2012年7月25日にアニメ版とは関係ない原作とのコラボ商品として発売。なお、「Ebi Sukui」はCD化はされていない。

### へうげもの名品名席
BSプレミアムでの放送時に本編終了後に放送された5分間番組。番組中に登場した名品を一品選び、古美術鑑定家の中島誠之助が解説する。ナレーションはNHKアナウンサーの北郷三穂子が担当。監修は永青文庫館長竹内順一。
Blu-ray BOX版には、傑作選として一部の回が特典ディスクとして添付される。
単行本
「天下の茶道具、鑑定士・中島の眼 『へうげもの名品名席』実見記」の題で2012年6月21日に淡交社より発売。ISBN 978-4-473-03818-0。番組収録時の裏話を中島が書籍化したもの。

### 各話リスト
| 話数   | サブタイトル                           | 絵コンテ       | 演出              | 作画監督                | 総作画監督 | へうげもの名品名席                        |
| ------ | -------------------------------------- | -------------- | ----------------- | ----------------------- | ---------- | ----------------------------------------- |
| 第1話  | 君は物のために死ねるか!?               | 真下耕一       | 真下耕一 澤井幸次 | 山下喜光 佐々木睦美     | 津幡佳明   | 唐物茄子茶入“付藻茄子”                    |
| 第2話  | 茶室のファンタジー                     | 石山タカ明     | 平田豊            | 遠藤大輔                | -          | 草花文染付茶碗“荒木”                      |
| 第3話  | 天界への階段                           | 山本秀世       | 高田昌宏          | 佐々木睦美              | 津幡佳明   | 瀟湘八景図 尾垂釜                         |
| 第4話  | カインド・オブ・ブラック               | モリヲカヒロシ | モリヲカヒロシ    | 天﨑まなむ              | -          | 黒樂茶碗“面影”                            |
| 第5話  | 決意のかけひき                         | 澤井幸次       | 澤井幸次          | 竹上貴雄                | 津幡佳明   | 唐物肩衝茶入“初花”                        |
| 第6話  | 武田をぶっとばせ                       | 黒川智之       | 黒川智之          | 遠藤大輔                | 山下喜光   | 井戸茶碗“細川”                            |
| 第7話  | mt.（マウント）富士スカイライン        | 山本秀世       | 平田豊            | 才木康寛                | 津幡佳明   | 古伊賀水指“破袋”                          |
| 第8話  | 今宵（こよい）はイートイット           | 石山タカ明     | 高田昌宏          | 佐々木睦美              | 山下喜光   | 茶菓子と器の世界 (長崎堅手「碧浦」)       |
| 第9話  | 非情のライセンス                       | 川面真也       | 川面真也          | ふくだのりゆき          | 津幡佳明   | 唐物茶壺“松花”                            |
| 第10話 | 哀（かな）しみの天主                   | モリヲカヒロシ | モリヲカヒロシ    | 紋地笙                  | 山下喜光   | 黒織部沓形茶碗“わらや”                    |
| 第11話 | 孤立のメッセージ                       | 澤井幸次       | 澤井幸次          | 竹上貴雄 佐々木睦美     | 津幡佳明   | 唐物肩衝茶入“勢高”                        |
| 第12話 | ホワイトキャッスルブルース             | 山本秀世       | 平田豊            | 遠藤大輔                | 山下喜光   | 古銅細口花入“大曽呂利”                    |
| 第13話 | スキヤキ                               | 黒川智之       | 黒川智之          | 佐々木睦美              | 津幡佳明   | 御庭焼茶碗“さても”                        |
| 第14話 | 哀（かな）しみのミッドナイト・パープル | 石山タカ明     | 高田昌宏          | 才木康寛                | 山下喜光   | 灰被天目“虹”                              |
| 第15話 | 時代は変わる                           | 澤井幸次       | 澤井幸次          | ふくだのりゆき          | 津幡佳明   | 茶室“待庵”                                |
| 第16話 | 別離のつぶやき                         | モリヲカヒロシ | モリヲカヒロシ    | 紋地笙                  | 山下喜光   | 古伊賀耳付花入                            |
| 第17話 | チェンジング・マン                     | 黒川智之       | 黒川智之          | 遠藤大輔                | 津幡佳明   | 瀬戸黒茶碗“小原木”                        |
| 第18話 | 世界で一つだけの華（はな）             | 石山タカ明     | 平田豊            | 佐々木睦美              | 山下喜光   | 割高台茶碗                                |
| 第19話 | ウーマン・フロム・ナゴヤ               | 澤井幸次       | 澤井幸次          | 竹上貴雄                | 津幡佳明   | 黒樂茶碗“ムキ栗”                          |
| 第20話 | わびの大穴                             | 山本秀世       | 高田昌宏          | ふくだのりゆき          | 山下喜光   | 利休の名品 (南蛮芋頭水指・瓢花入「顔回」) |
| 第21話 | 初恋                                   | モリヲカヒロシ | モリヲカヒロシ    | 肥塚正史                | 津幡佳明   | 唐物肩衝茶入“新田”                        |
| 第22話 | 悪魔のささやき                         | 黒川智之       | 黒川智之          | 遠藤大輔                | 山下喜光   | 茶杓“ゆがみ”                              |
| 第23話 | カモナ・マイ・聚楽（じゅらく）         | 澤井幸次       | 澤井幸次          | 才木康寛                | 津幡佳明   | 青磁輪花茶碗“鎹”                          |
| 第24話 | 私を北野に連れてって                   | 山本秀世       | 平田豊            | 佐々木睦美              | 山下喜光   | 珠光青磁茶碗“初花”                        |
| 第25話 | 一から出直します                       | 石山タカ明     | 高田昌宏          | ふくだのりゆき 遠藤大輔 | 津幡佳明   | 白天目茶碗                                |
| 第26話 | 呪われし夜                             | モリヲカヒロシ | モリヲカヒロシ    | 肥塚正史                | 山下喜光   | 会席と器の世界 (黄瀬戸福字鉢)             |
| 第27話 | アナーキー in 日の本                   | 黒川智之       | 黒川智之          | 遠藤大輔                | 津幡佳明   | 赤楽茶碗“太郎坊”                          |
| 第28話 | 古田織部とファイヤーズ                 | 山本秀世       | 平田豊            | 紋地笙                  | 山下喜光   | 志野茶碗“広沢”                            |
| 第29話 | 関東サーヴァイヴ                       | 澤井幸次       | 澤井幸次          | 佐々木睦美              | 津幡佳明   | 御本立鶴茶碗                              |
| 第30話 | EDOフロンティア                        | 石山タカ明     | 高田昌宏          | 才木康寛                | 山下喜光   | 古瀬戸肩衝茶入“横田”                      |
| 第31話 | 無口で御・免                           | モリヲカヒロシ | モリヲカヒロシ    | 肥塚正史                | 津幡佳明   | 無地刷毛目茶碗“千鳥”                      |
| 第32話 | 数寄者のクロスロード                   | 山本秀世       | 平田豊            | 遠藤大輔                | 山下喜光   | 赤楽茶碗“早船”                            |
| 第33話 | 暗黒のTea-王                           | 前田真宏       | 黒川智之          | 竹上貴雄 佐々木睦美     | 津幡佳明   | 染付雲堂手茶碗“紀三井寺”                  |
| 第34話 | 日輪のクライベイビー                   | 澤井幸次       | 澤井幸次          | 佐々木睦美              | 山下喜光   | 祥瑞蜜柑水指                              |
| 第35話 | 新・ギルティパートナー                 | 石山タカ明     | 高田昌宏          | 才木康寛 佐々木睦美     | 津幡佳明   | 御所丸黒刷毛茶碗「夕陽」                  |
| 第36話 | 本命はお前だ                           | モリヲカヒロシ | モリヲカヒロシ    | 肥塚正史                | 山下喜光   | 狂言袴茶碗「ひき木」                      |
| 第37話 | 「世界」を割った男                     | 石山タカ明     | 平田豊            | 遠藤大輔 佐々木睦美     | -          | 黄金天目茶碗                              |
| 第38話 | 淀川、黄昏。                           | 黒川智之       | 黒川智之          | 山下喜光                | -          | 青磁香炉「千鳥」                          |
| 第39話 | わびスキーが、お好きでしょ。           | 澤井幸次       | 澤井幸次          | 佐々木睦美              | 津幡佳明   | 茶杓「泪」                                |

### 放送局
| 放送地域 | 放送局              | 放送期間                     | 放送日時                 |
| -------- | ------------------- | ---------------------------- | ------------------------ |
| 日本全域 | NHK BSプレミアム    | 2011年4月7日 - 2012年1月26日 | 木曜 23時00分 - 23時25分 |
| 日本全域 | NHK総合テレビジョン | 2012年4月8日 - 2013年3月24日 | 日曜 25時10分 - 25時35分 |

### DVD/BD
ポニーキャニオンより発売。DVDはレンタル店向け商品のみ、セルソフトはBlu-rayのみとなっている。
DVD
全13巻。レンタルのみ。
| 巻数          | レンタル開始日 | 収録話         | 規格品番   |
| ------------- | -------------- | -------------- | ---------- |
| へうげもの 1  | 2011年12月2日  | 第1話〜第3話   | PCBP-72421 |
| へうげもの 2  | 2012年1月6日   | 第4話〜第6話   | PCBP-72422 |
| へうげもの 3  | 2012年1月6日   | 第7話〜第9話   | PCBP-72423 |
| へうげもの 4  | 2012年2月2日   | 第10話〜第12話 | PCBP-72424 |
| へうげもの 5  | 2012年2月2日   | 第13話〜第15話 | PCBP-72425 |
| へうげもの 6  | 2012年3月2日   | 第16話〜第18話 | PCBP-72426 |
| へうげもの 7  | 2012年3月2日   | 第19話〜第21話 | PCBP-72427 |
| へうげもの 8  | 2012年4月3日   | 第22話〜第24話 | PCBP-72428 |
| へうげもの 9  | 2012年4月3日   | 第25話〜第27話 | PCBP-72429 |
| へうげもの 10 | 2012年5月2日   | 第28話〜第30話 | PCBP-72430 |
| へうげもの 11 | 2012年5月2日   | 第31話〜第33話 | PCBP-72431 |
| へうげもの 12 | 2012年6月2日   | 第34話〜第36話 | PCBP-72432 |
| へうげもの 13 | 2012年6月2日   | 第37話〜第39話 | PCBP-72423 |

Blu-ray BOX
全3巻。映像特典として『へうげもの「名品名席」傑作選』が収録されている。
| 巻数                     | 発売日        | 収録話         | 規格品番   |
| ------------------------ | ------------- | -------------- | ---------- |
| へうげもの Blu-ray BOX 1 | 2012年3月7日  | 第1話〜第13話  | PCXP-60009 |
| へうげもの Blu-ray BOX 2 | 2012年6月20日 | 第14話〜第26話 | PCXP-60010 |
| へうげもの Blu-ray BOX 3 | 2012年9月5日  | 第27話〜第39話 | PCXP-60011 |

## 音楽CD
『乙』
2012年7月25日発売。cro-magnonのオリジナルのトリビュート曲と、山田芳裕が選んだ登場人物のテーマ曲のカバーで構成されたコンセプトアルバム。
『Kei Kobayashi×へうげもの＝数奇國』
2013年3月6日発売。小林径が漫画の登場人物や名場面などをイメージして組んだ選曲に山田芳裕のリクエストを加味して制作されたミックスCD。

## ムービーコミック
2018年9月12日からdTVにて毎週水曜日（初回のみ2話・以降1話ずつ）更新。
テーマ曲
- 小林径「ROUTINE MAMA FUNK(KIND OF BLACK MIX)」

## タイアップ企画
- 2011年7月5日から9月25日までの日程で「東海3県10館合同展覧会」として、愛知・岐阜・三重にある10ヶ所の博物館で『織部・大数寄・コレクション』と題する企画展示が行なわれた[22]。
  - 愛知県 - 愛知県陶磁資料館・瀬戸蔵ミュージアム・徳川美術館・名古屋市博物館
  - 岐阜県 - 岐阜県現代陶芸美術館・岐阜県陶磁資料館・岐阜市歴史博物館・土岐市美濃陶磁歴史館・豊蔵資料館
  - 三重県 - 石水博物館
- 同年10月29日から11月4日にかけて堺市で行われる堺文化財特別公開において、『堺文化財特別公開×へうげもの〜安土桃山時代の堺、一挙公開』と題した展示が行われる[23][24]。
- セガ・インタラクティブのトレーディングカードアーケードゲーム『戦国大戦』では、本作の古田織部と羽柴秀吉、千利休がスペシャルカードとしてゲスト出演している。声優はアニメ版とは異なり、浜田賢二（織部）、野宮一範（秀吉）、てらそままさき（利休）となっている。